# Mägialonõ
Mägialonõ (est. Mägialonõ järv) – jezioro w Estonii, w prowincji Võrumaa, w gminie Misso. Położone jest na wschód od wsi Kärinä. Ma powierzchnię 1,8 ha, linię brzegową o długości 495 m, długość 200 m i szerokość 130 m. Sąsiaduje z jeziorami Immaku, Sõdaalonõ, Vuuhjärv, Kärinä Kõrbjärv, Laihjärv, Põhja-Pahijärv, Lõuna-Pahijärv, Kisõjärv. Położone jest na obszarze chronionego krajobrazu Kisejärve maastikukaitseala.